# كورت جنسن (عازف مندولين)
كورت جنسن (بالإنجليزية: Kurt Jensen)‏ هو عازف مندولين أسترالي، ولد في 26 مارس 1913، وتوفي في 2 يناير 2011.

## وصلات خارجية
- كورت جنسن على موقع ميوزك برينز (الإنجليزية)